# 陳垣
陳 垣（ちん えん）は、清末民初から中華人民共和国初期に活動した歴史学者。中国宗教史研究の第一人者とされる。字は援庵。
青年期は科挙を目標にしたが及第せず、1905年以降は広州で『時事画報』を創刊し、革命思想の宣伝に尽力した。
1907年、博済医学院（現在の嶺南大学と中山大学嶺南学院）に入学する。1911年の辛亥革命後、1913年には衆議院議員に当選、1921年には、中華民国教育部次長に任命されるが、後に政治腐敗に失望し政界を引退、北京に留寓して歴史研究と教育に従事することとなる。その時期に発表した『元也里可温考』は、宗教史・校勘学・考古学の各方面において等しく評価される名著とされている。
1926年から1952年まで、北京の輔仁大学の校長を務め、1952年から没するまでは（輔仁大学が統合・改組された）北京師範大学の校長であった。
1959年に中国共産党に入党、しかし文化大革命中には自宅軟禁された時期もあった。1971年6月21日に北京で死去。享年は91。

## 主な著作
- 『南宋初河北新道教考』
- 『明季滇黔仏教考』
- 『清初僧諍記』（野口善敬訳注、中國書店、1989年）
- 『通鑑胡注表微』
- 『二十史朔閏表』
- 『史諱挙例』
- 『釈氏疑年録』（中華書局、1965年→中國書店、2008年）
- 『中国仏教史籍概論』（西脇常記・村田みお共訳、知泉書館、2014年）
- 『敦煌劫餘録』
- 『神会和尚遺集』